# Peter-und-Paul-Kathedrale (Duala)

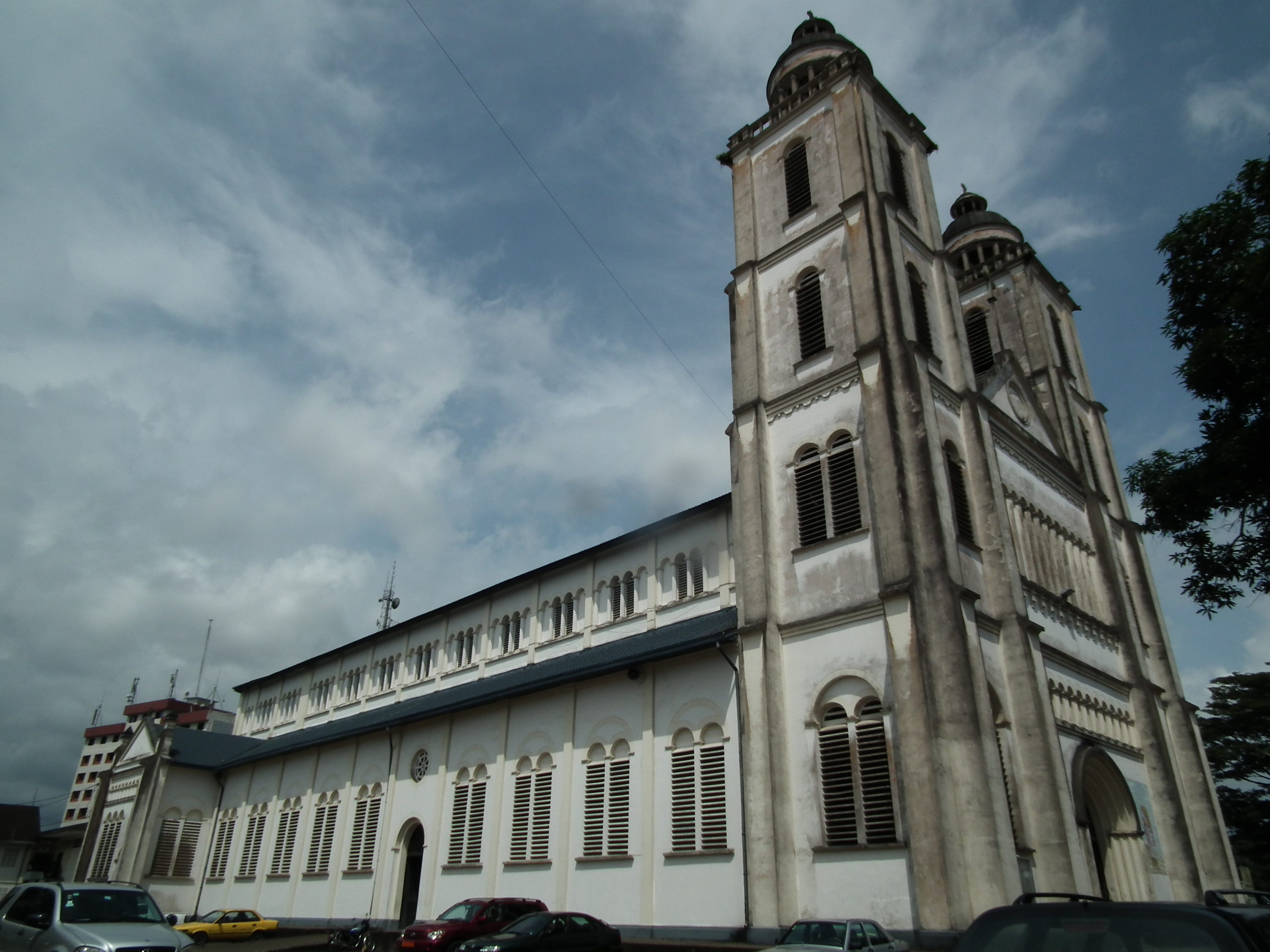
Die Kathedrale von Duala 2013

Die Kathedrale der Heiligen Peter und Paul (englisch Cathedral of Saints Peter and Paul, französisch Cathédrale Saint-Pierre-et-Saint-Paul) oder kurz Kathedrale von Duala ist die 1936 während der Kolonialzeit in Französisch-Kamerun errichtete Hauptkirche der römisch-katholischen Erzdiözese Douala. Das noch heute genutzte Gebäude befindet sich im Viertel Akwa der Kameruner Großstadt Douala und ist den Aposteln Petrus und Paulus gewidmet.
Der Grundstein der Kathedrale wurde am 6. August 1933 unter der Anwesenheit von Graudin, dem apostolischen Präfekten von Ubangi-Schari sowie von Le Mailloux und Michel, Vertreter des Gouverneurs der Provinz Littoral, gelegt. Die Kirche wurde von Spiritaner-Brüdern errichtet und ist ein Erbe der Pallottiner: Als sie am 22. März 1936 geweiht wurde, ersetzte sie das 1898 von den Pallottinern im damaligen deutschen Schutzgebiet Kamerun errichtete erste Kirchengebäude von Duala, welches heute nicht mehr erhalten ist. Die Pallottiner verließen Kamerun, als die Schutzherren aus dem Deutschen Kaiserreich 1914 während des Ersten Weltkrieges von den Franzosen vertrieben wurden; an ihre Stelle kamen 1916 die französischen Spiritaner.
Die Säulen und Kuppeln der Kathedralkirche lassen es byzantinisch erscheinen, wobei das Gebäude auch neuromanische Architekturelemente vereint, darunter ihr Portal. Die spitzgiebelige Vorderseite wird von den beiden Zwillings-Kirchtürmen flankiert. 2006 war das Gebäude Teil des städtischen Kunstprojektes doual'art von Sandrine Dole.